# Kenneth Bowersox
Kenneth Dwane Bowersox (* 14. listopadu 1956 v Portsmouthu, Virginie, USA) původně letec vojenského námořnictva Spojených států, byl od srpna 1987 do ledna 2007 astronautem NASA. Má za sebou pět kosmických letů, včetně šestiměsíčního pobytu na Mezinárodní vesmírné stanici (ISS). Celkem strávil ve vesmíru 211 dní, 14 hodin a 16 minut.

## Život

### Mládí
Ken Bowersox se narodil v Portsmouthu ve státě Virginie, dětství a mládí prožil v Bedfordu v Indianě. Po ukončení bedfordské střední školy roku 1974 studoval na Námořní akademii US Naval Academy, roku 1978 zde získal titul bakaláře. Už o rok později se stal magistrem oboru strojní inženýrství na Columbijské univerzitě. Od roku 1978 sloužil v námořnictvu, od roku 1981 jako pilot na letadlové lodi Enterprise. Po absolvování Školy zkušebních letců USAF (USAF Test Pilot School) roku 1985 byl přeložen do Námořního zbraňového střediska (Naval Weapon Center) v China Lake v Kalifornii.

### Astronaut
Zúčastnil se 12. náboru astronautů NASA, uspěl a 17. srpna 1987 byl začleněn do oddílu astronautů NASA. V ročním kurzu všeobecné kosmické přípravy získal kvalifikaci pilota raketoplánu Space Shuttle.
Po dokončení přípravy zastával různé funkce v NASA. Až po téměř pěti letech byl zařazen do posádky letu STS-50. Do vesmíru odstartoval na palubě raketoplánu Columbia 25. června 1992. Po splnění programu letu astronauté přistáli 8. července 1992 na Floridě, let trval 11 dní, 20 hodin a 28 minut.
Ve dnech 2.–13. prosince 1993 pobýval ve vesmíru podruhé. Let STS-61 raketoplánu Endeavour trval 10 dní, 19 hodin a 59 minut. Hlavním úkolem první údržbářské mise k Hubbleovu teleskopu byla korekce optické vady zrcadla.
Potřetí se do vesmíru dostal ve dnech 20. října až 5. listopadu 1995 tentokrát už jako velitel Shuttlu Columbia při letu STS-73. Mise, jejíž program byl naplněn experimenty v laboratoři Spacelab, trvala 15 dní, 21 hodin a 21 minut.
Počtvrté vzlétl do kosmu 11. února 1997 opět ve funkci velitele raketoplánu. Let Discovery měl označení STS-82. Úkolem astronautů byla údržba Hubleova teleskopu, mise trvala 9 dní, 23 hodin a 38 minut.
V říjnu 1997 byl jmenován velitelem záložní posádky Expedice 1 na Mezinárodní vesmírnou stanici (ISS) a hlavní posádky Expedice 3 (z ní byl později vyřazen). Expedice 1 odstartovala k ISS v říjnu 2000. V tomtéž měsíci byl vybrán velitelem Expedice 6, kolegy v posádce se stali Nikolaj Budarin a Donald Thomas, později nahrazený Donaldem Pettitem.
Do vesmíru nová posádka ISS vzlétla 24. listopadu 2002 v raketoplánu Endeavour (let STS-113). V důsledku přerušení letů raketoplánů po havárii Columbie se trojice Bowersox, Budarin, Pettit vrátila na Zem v ruském Sojuzu TMA-1. Přistání v Kazachstánu proběhlo 4. května 2003 po 161 dnech, 1 hodině a 15 minutách letu.
V lednu 2007 odešel z NASA, od června 2009 je viceprezidentem oddělení bezpečnosti letů ve společnosti SpaceX.
V letech 1994 až 1998 se postupně objevil ve třech epizodách seriálu Kutil Tim.
Ken Bowersox je ženatý a má tři syny.